# Robin Hood (film 2010)
Robin Hood – amerykańsko-brytyjski kostiumowy dramat przygodowy z 2010 roku w reżyserii Ridleya Scotta.

## Opis fabuły
Film o przygodach legendarnego, średniowiecznego bohatera Robin Hooda z lasu Sherwood. Scenariusz filmu przedstawia wydarzenia poprzedzające okres opisywany w powszechnie znanej legendzie i wyjaśnia zarówno pochodzenie Robina, jak i przyczyny banicji.
Twórcy przesunęli nieco czasowo postać Robin Hooda w stosunku do standardowej legendy – w filmie Ryszard Lwie Serce zostaje zabity na samym początku filmu.
Robin Hood jest przedstawiony jako człowiek już niemłody, zgorzkniały, dosyć rzadko posługujący się łukiem, a najczęściej toporem. Akcja rozgrywa się w całej Anglii i Walii, a Nottingham nie jest ważniejszym miejscem niż inne rejony królestwa. Szeryf Nottingham to nic nie znacząca postać o bardzo krótkim występie. Jan bez Ziemi jest porywczym, pomysłowym, odważnym, okrutnym, zdecydowanym, skutecznym w dążeniu do realizacji swoich celów tyranem. Głównym wrogiem są wojska francuskie.

## Obsada
- Russell Crowe jako Robin Longstride
- Cate Blanchett jako Marion Loxley
- Max von Sydow jako Sir Walter Loxley
- William Hurt jako Wilhelm Marshal
- Mark Strong jako Godfrey
- Oscar Isaac jako Jan bez Ziemi
- Danny Huston jako król Ryszard Lwie Serce
- Eileen Atkins jako Eleonora Akwitańska
- Mark Addy jako Braciszek Tuck
- Matthew Macfadyen jako Szeryf z Nottingham
- Kevin Durand jako Mały John
- Scott Grimes jako Szkarłatny Will
- Alan Doyle jako Allan A’Dayle
- Douglas Hodge jako Sir Robert Loxley
- Léa Seydoux jako Izabela d’Angoulême
- Robert Pugh jako Baron Baldwin